# ヤン・ファン・ラーフェステイン
ヤン・アントニスゾーン・ファン・ラーフェステイン（Jan Antonisz. van Ravesteyn、1572年ころ – 1657年6月21日（葬礼日））は、オランダの画家。デン・ハーグで働き、多くの肖像画を描いた。

## 略歴
デン・ハーグで生まれたと推定されている。弟に画家のアントニー・ファン・ラーフェステイン(Anthonie van Ravesteyn: c.1580-1669)がいる。
師匠が誰だか知られていないが、ミヒール・ファン・ミーレフェルトの追随者であった。ハーグの文書記録に1597年に記載されていて、1598年にハーグの聖ルカ組合に加入した 。1604年に結婚した。
ファン・ラーフェステインの日付の知られている最初の作品は1911年のものであるが、結婚した1604年に出版されたカレル・ファン・マンデルの著書『画家列伝』に、ファン・ラーフェステインは秀でた画家として紹介されている 。
1608年にハーグのMolstraatに家を買った。1640年に妻が亡くなり、その年に娘が弟子のアドリアン・ハンネマン(Adriaen Hanneman: c.1603-1671)と結婚した。1641年に別の娘も結婚した 。
1654年にNobelstraatの娘の家の隣に移った、聖ルカ組合を脱退し、1656年にハーグの新しい画家の組合、「Confrérie Pictura(絵の兄弟信心会)」の創立者の一人になった 。
1657年にハーグで亡くなった。
ファン・ラーフェステインの工房では、ハーグの多くの有力者やオラニエ＝ナッサウ家の王族の肖像画を描いた。弟子には Dirck Abrahamsz.や Leendert Barthouts、Johannes Harmensz. Borsman、 Aelbert Dircksz. Coeppier、 Pieter Craen、 Jacob Dirksz. van den Enden、 Fransise de Goltz、 Adriaen Hanneman、 Barent Jansz.、 Thomas Ouwater、 Clement Ram、 Jan Rassenbourch、 Frederick Sonnius、 Dirck Verlaer、 Jan Pous Voet、Pauwels Willemsz.といった画家がいた。

## 作品

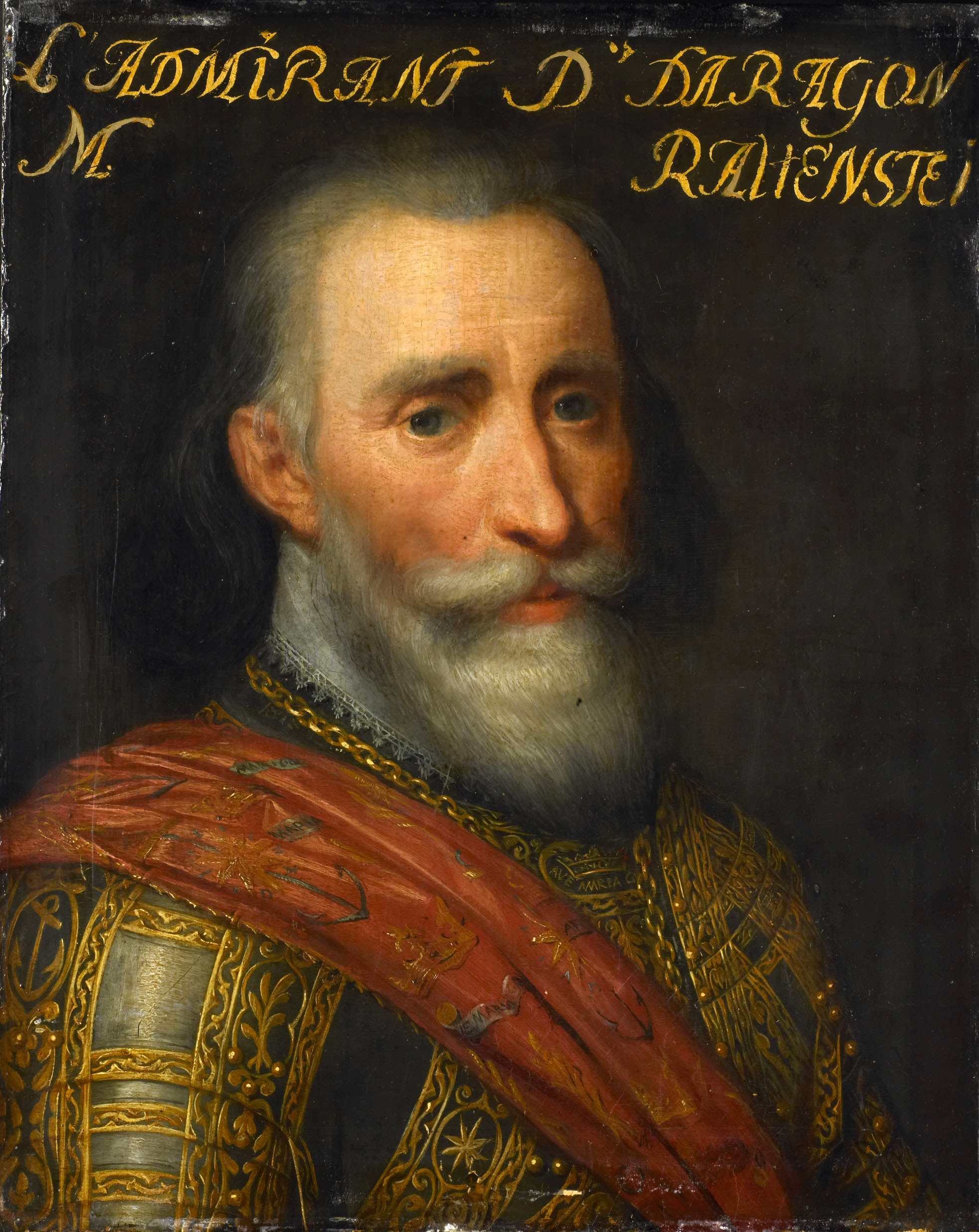
Francisco de Mendoza（スペイン貴族、外交官）
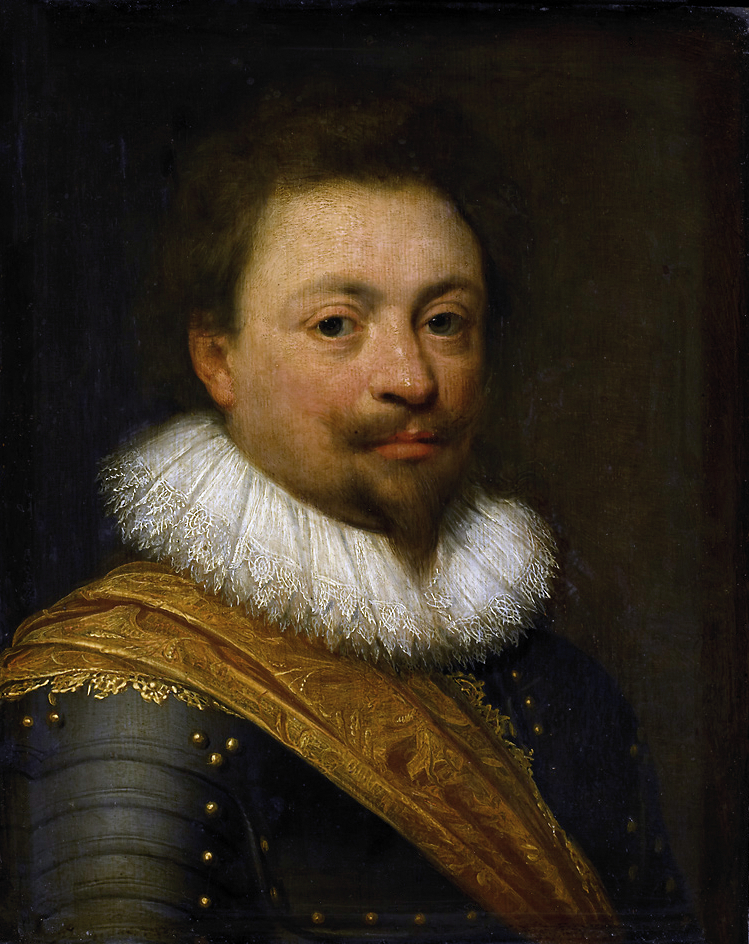
William, Count of Nassau-Siegen
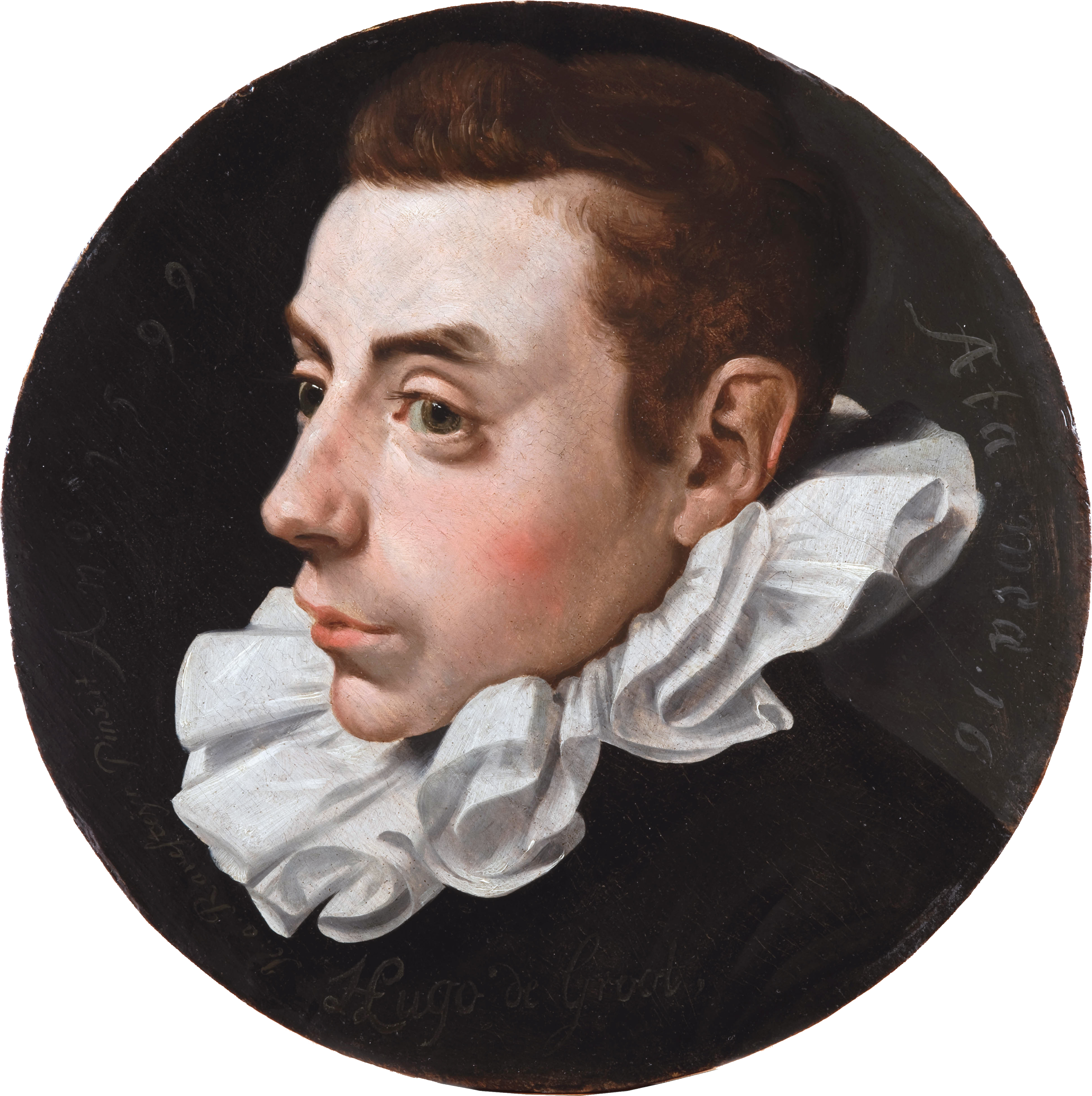
フーゴー・グローティウス（学者）
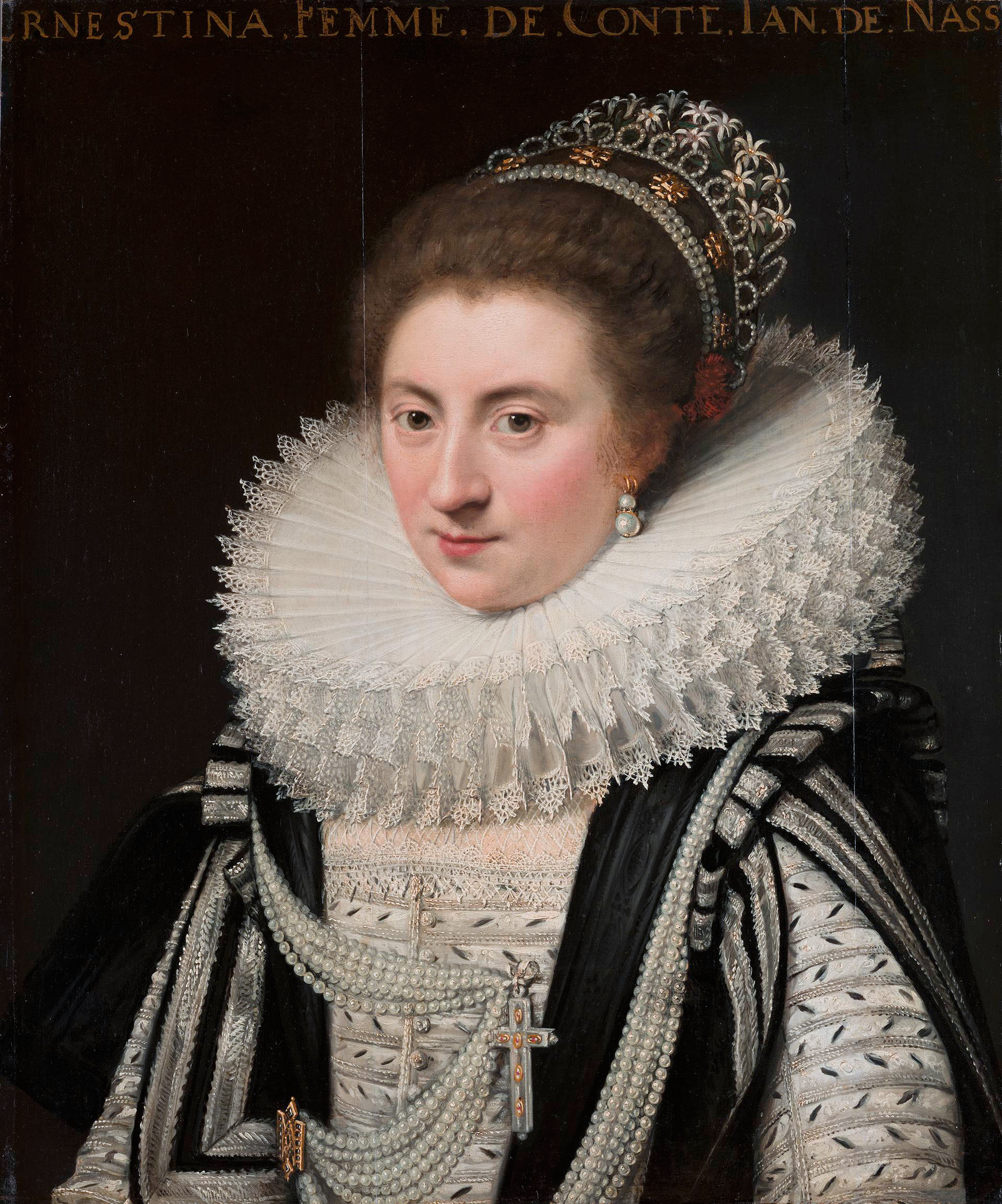
Ernestine Yolande van Ligne
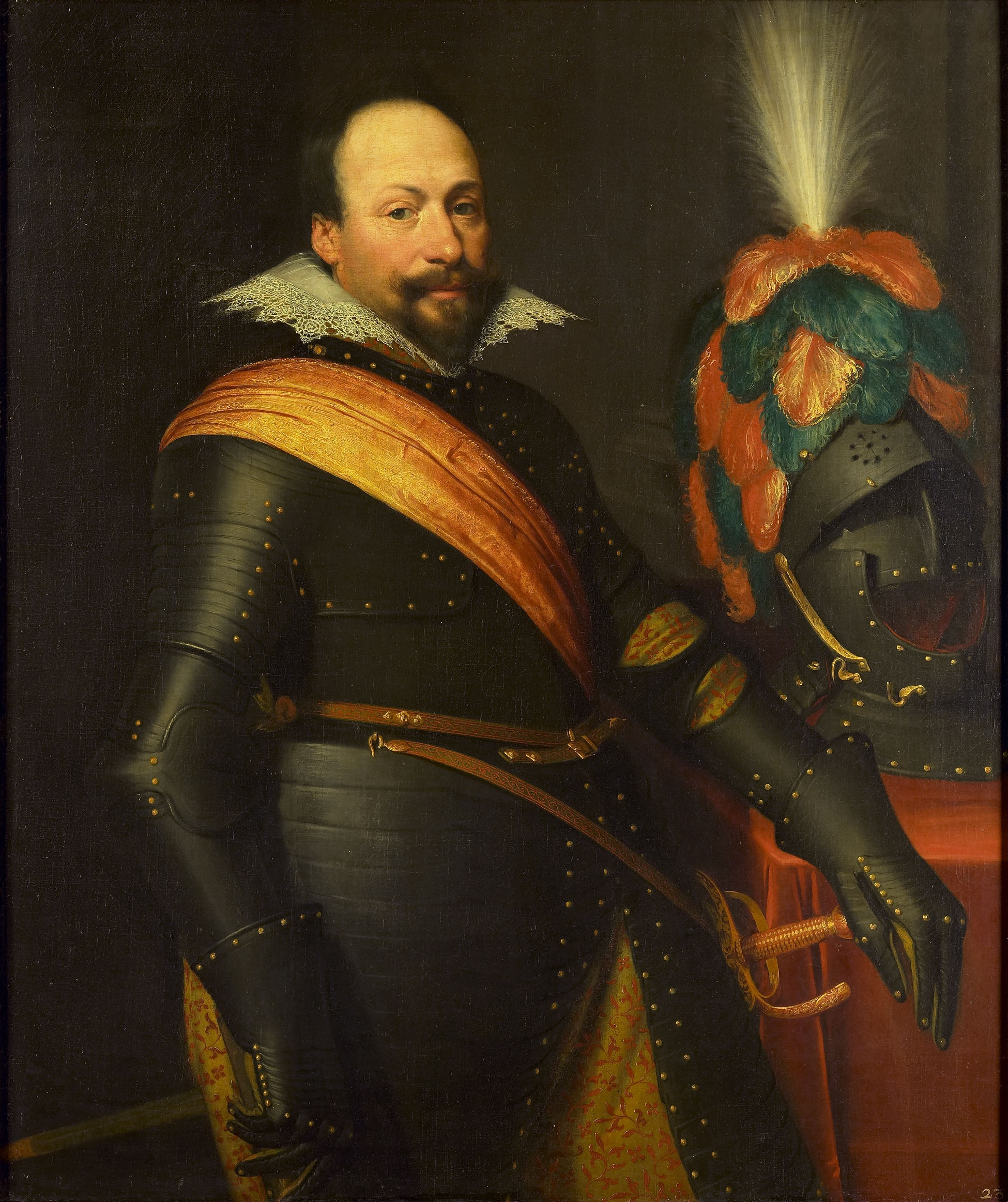
Daniël de Hertaing